# Leptopanchax
Leptopanchax làm một chi cá trong họ cá Aplocheilidae được tìm thấy ở phía Nam Brazil.

## Các loài
Hiện hành có 05 loài được ghi nhận trong chi này:
- Leptopanchax aureoguttatus (da Cruz, 1974)
- Leptopanchax citrinipinnis (W. J. E. M. Costa, Lacerda & Tanizaki, 1988)
- Leptopanchax itanhaensis (W. J. E. M. Costa, 2008)
- Leptopanchax opalescens (G. S. Myers, 1942)
- Leptopanchax splendens (G. S. Myers, 1942)